# مک‌کال زربونی
مک‌کال زربونی (انگلیسی: McCall RaNae Zerboni؛ زادهٔ ۱۳ دسامبر ۱۹۸۶) بازیکن فوتبال در پست هافبک اهل ایالات متحده آمریکا است.

## باشگاهی
از باشگاه‌هایی که در آن بازی کرده‌است می‌توان به لس‌آنجلس سل، وسترن نیویورک فلش، باشگاه فوتبال پورتلند تورنز، باشگاه فوتبال بوستون بریکرز، آتلانتا بیت و اسکای بلو اف‌سی اشاره کرد.

## تیم ملی
وی همچنین در تیم‌های ملی فوتبال United States women's national under-17 soccer team و زنان ایالات متحده آمریکا بازی کرده‌است.